# Бердянский завод стекловолокна
Бердянский государственный завод стекловолокна (укр. Бердянський державний завод скловолокна) — промышленное предприятие в городе Бердянск Запорожской области, прекратившее производственную деятельность.

## История
Строительство завода по производству стекловолокна началось в соответствии с 6-м пятилетним планом развития народного хозяйства СССР, в 1958 году завод был введён в эксплуатацию и в дальнейшем стал одним из ведущих предприятий Бердянска. Завод являлся предприятием общесоюзного значения и специализировался на производстве стекловолокна и широкого ассортимента текстильных изделий на его основе.
В 1984 году был организован заводской музей.
На балансе завода в советское время находился детский лагерь отдыха «Юный химик» (после провозглашения независимости Украины он был снят с баланса предприятия и передан в коммунальную собственность города).
В марте 1995 года Верховная Рада Украины внесла завод в перечень предприятий общегосударственного значения, которые не подлежали приватизации.
В августе 1997 года завод был включён в перечень предприятий, имеющих стратегическое значение для экономики и безопасности Украины.
В апреле 1998 года завод был передан в управление министерства промышленной политики Украины.
В июле 2004 года Кабинет министров Украины утвердил решение о проведении предприватизационной подготовки завода.
В 2005 году по решению хозяйственного суда Запорожской области началась процедура банкротства завода, в ходе которой в 2006 году были сняты с баланса предприятия и приватизированы две базы отдыха. В 2007 году решение о банкротстве было опротестовано руководством завода в Высшем хозяйственном суде Украины. Но положение завода ухудшилось и концу июня 2008 года количество рабочих и сотрудников предприятия сократилось до 200 человек, к декабрю 2008 года — до 180 человек.
23 февраля 2009 года из производственных цехов завода были вывезены необходимые для осуществления производственных процессов детали и оборудование с содержанием платины (всего 77 кг платины в сосудах и 773 кг шамотной крошки с высоким содержанием платины), которые были переданы на хранение фирме «Кировоград-ВДМ» и пропали 26 февраля 2009 года. В результате, производственная деятельность завода была прекращена. 4 октября 2009 года имела место попытка рейдерского захвата предприятия. В 2011 году на заводе оставалось 30 человек, обеспечивавших сохранность оставшегося оборудования.
В январе 2012 года было установлено, что в результате действий должностных лиц предприятия с завода были похищены три стеклоплавильных платино-родиевых аппарата, которые заменили муляжами.
В 2013 году завод являлся банкротом и находился на стадии ликвидации, в 2014 году завод уже не функционировал.
В 2015 году металлические конструкции в помещениях заброшенного завода начали разбирать на металлолом. 1 марта 2017 года Фонд государственного имущества Украины продал прекративший производственную деятельность завод частному лицу.

## Дополнительная информация
- крутильщица завода Галина Усатенко (которая при норме 68 машин взяла на обслуживание 250 машин и выполнила производственное задание 8-го пятилетнего плана за 20 месяцев) в апреле 1981 года стала Героем Социалистического Труда[26]